# Ортлес (масив)
Масивът Ортлес (на италиански Ortles; на немски Ortler) е сред най-внушителните алпийски масиви, част от Ретийските Алпи. Разположен е в Италия, но на границата с немскоговящата област Южен Тирол. Увенчан е от връх Ортлес (3905 м) и е най-високият масив в Източните Алпи след Бернина, както и най-висок от южните варовикови Алпи.

## Име
В миналото масивът е бил част от Австрийската империя и оригиналното му име е немското Ortler. Тогава е бил най-високият връх в държавата, по-висок от Гросглокнер и интересът към него е бил голям. Наричали са го също „Крал Отлер“ (König Ortler). Смята се за символ на Южен Тирол и се споменава в неговия неофициален химн Bozner Bergsteigerlied.

## Описание
Масивът се разполага между долините на Ада и Адидже. От него започват реките Ольо (голям приток на По) и Ноче - приток на Адидже. На север Стелвио (най-високият автомобилен проход в Източните Алпи) го свързва с хребета Ливино, на юг друг проход - Тонале - прави връзка с групата Адамело-Пресанела. През Ортлес преминава и връзката с Бергамските Алпи. Формата му е куполовидна, като основното било (север-юг) има мощни разклонения на североизток и югозапад. Площта му е над 2700 кв. км, а дължината по диагонал - 94 км. Върховете са внушителни - типични карлинги със стръмни, скалисти склонове и тесни ръбове. Между тях са формирани циркуси и ледникови долини. В центъра на масива е връх Чеведале, докато първенецът се намира по на север, над Стелвио. Високите части са обхванати от целогодишни снегове и ледове, без да се формират същински долинни ледници, както е при Бернина.

## Върхове
Повечето от върховете имат немски и италиански имена. Тук са дадени с това име, което е по-известно.
| Връх                   | Височина |
| ---------------------- | -------- |
| Ортлес (Ортлер)        | 3 905 м  |
| Кьонигшпице            | 3 857 м  |
| Чеведале               | 3 774 м  |
| Монте Зебру            | 3 735 м  |
| Палон дела Маре        | 3 705 м  |
| Сан Матео (Сан Матиас) | 3 692 м  |
| Монте Виос             | 3 645 м  |
| Турвезершпице          | 3 641 м  |
| Чима Вертана           | 3 541 м  |
| Шилдшпице              | 3 461 м  |

## Туризъм
От векове мощната снага на масива Ортлес привлича интереса на планинари и алпинисти. Първото покоряване на най-високата точка датира още от 1804 г. и се е смятало за въпрос на чест за Австрия да го постигне. Днес се организират многобройни трекинги със същата цел (включително от български фирми), но пътят крие сериозни опасности и се допускат само участници с добра подготовка и екипировка. В долината на Адидже се намира музеят Ювал, посветен на алпинизма - дело на известния ентусиаст и катерач Райнхолд Меснер. Друг негов музей, създаден малко по-късно, се нарича Ортлер и е посветен на находки от едноименния масив.
Както навсякъде в Алпите, и тук е развит ски туризмът. Известен зимен курорт е създаден в прохода Стелвио и той е най-висок в масива. Най-голяма е ски зоната между Понте ди Лено и прохода Тонале в най-южната част. Общо са изградени почти 220 км ски писти и 42 лифта. В северната част се намира националният парк Стелвио, където целогодишно се организират туристически маршрути и любителски изкачвания на по-ниските върхове.